# Sant'Eustachio (rione de Rome)
Sant'Eustachio est l'un des 22 rioni de Rome. Il est désigné dans la nomenclature administrative par le code R.VIII.

## Historique
Le rione doit son nom à la basilique Sant'Eustachio située en son centre. Son logo rappelle d'ailleurs la légende de Saint-Eustache de Rome : Dieu lui apparut sous la forme d'un cerf portant un crucifix entre ses bois. Cette vision l'incita à se convertir avec sa famille au christianisme.
|  |  |

## Sites particuliers
- Le Teatro Valle
- Le Caffè Sant'Eustachio, café historique réputé

Les églises
- La basilique Sant'Agostino in Campo Marzio
- La basilique Sant'Eustachio
- La basilique Santi Benedetto e Scolastica all'Argentina
- L'église Santa Maria in Publicolis
- L'église Santa Maria in Monterone
- L'église Sant'Andrea della Valle
- L'église Sant'Ivo alla Sapienza
- L'église San Luigi dei Francesi
- L'église San Salvatore alle Coppelle
- L'église Santissimo Sudario dei Piemontesi
- L'église San Giuliano dei Fiamminghi
- L'église Gesù Nazareno
- L'église San Carlo ai Catinari
- L'église Evangelica Battista di via del Teatro Valle